# Frank Kendrick
Frank Edward Kendrick (Indianapolis, Indiana, 11 de septiembre de 1950 - Indianapolis, 18 de diciembre de 2024) fue un jugador y entrenador de baloncesto estadounidense que disputó una temporada en la NBA, además de jugar en la liga francesa y otras ligas europeas. Con 1,98 metros de estatura, jugaba en la posición de alero.

## Trayectoria deportiva

### Universidad
Jugó tres temporadas con los Boilermakers de la Universidad de Purdue, en las que promedió 16,3 puntos, 8,5 rebotes y 1,2 asistencias por partido. En su última temporada fue incluido en el mejor quinteto de la Big Ten Conference, ganando además ese año junto con su equipo el NIT, siendo el máximo anotador de su equipo en la final ante Utah con 25 puntos.

### Profesional
Fue elegido en la cuadragésimo séptima posición del Draft de la NBA de 1974 por Golden State Warriors, y también por Denver Rockets en el puesto 14 del draft de la ABA, fichando por los primeros. Allí jugó 24 partidos, en los que promedió 3,3 puntos y 1,5 rebotes, siendo despedido justo antes de los playoffs, que acabarían con los Warriors como campeones, obteniendo Kendrick así un anillo de campeón en la única temporada que jugó en la NBA.
Posteriormente jugó en la liga francesa, en Bélgica y Suiza antes de retirarse como jugador.

### Entrenador
En 1989 regresó a su alma mater, donde fue entrenador asistente durante 10 temporadas. En 2000 fue el entrenador principal de los Gary Steelheads de la IBL.

## Estadísticas de su carrera en la NBA

### Temporada regular
| Temporada | Edad | Equipo                | Liga | P  | TIT | MIN | TC  | TCA | %TC  | 3P | 3PA | %3P | TL  | TLA | %TL  | R.OF. | R.DEF. | REB | ASIS | ROB | TAP | PER | FP  | PTS |
| 1974-75   | 24   | Golden State Warriors | NBA  | 24 |     | 5.0 | 1.3 | 3.2 | .403 |    |     |     | 0.8 | 0.9 | .818 | 0.8   | 0.7    | 1.5 | 0.3  | 0.5 | 0.1 |     | 0.9 | 3.3 |
| Total     |      |                       | NBA  | 24 |     | 5.0 | 1.3 | 3.2 | .403 |    |     |     | 0.8 | 0.9 | .818 | 0.8   | 0.7    | 1.5 | 0.3  | 0.5 | 0.1 |     | 0.9 | 3.3 |